# Club Editor
Club Editor és una editorial catalana fundada el 1959 per Xavier Benguerel i Joan Sales, qui assumirà la direcció del projecte fins a la seva mort, el 1983. Des de 2005, l'editorial és gestionada per la neta de Sales, Maria Bohigas Sales. Publica novel·la catalana i traduccions al català de clàssics de la literatura. Destaca especialment la col·lecció El Club dels Novel·listes.

## Història
L'empresa va ser fundada el 1959 per Joan Sales i Xavier Benguerel, per fer-se càrrec de l'edició de la col·lecció El Club dels Novel·listes, iniciada uns anys abans sota el paraigües de l'Editorial Aymà. L'objectiu inicial del projecte era promoure la novel·la com a gènere central d'una literatura moderna. La intenció de Sales era donar sistemàticament bones novel·les, llegívoles, intel·ligents. Entre les obres més destacades dels inicis de l'editorial cal mencionar les novel·les de Mercè Rodoreda i Incerta glòria, del mateix Sales. Amb els anys, l'editorial va anar ampliant la seva oferta amb títols com Bearn, de Llorenç Villalonga; K.L. Reich, de Joaquim Amat-Piniella, i El testament, de Xavier Benguerel, a banda de l'edició definitiva d'Incerta glòria. Amb el temps, Benguerel es va desvincular del projecte, continuat per Sales en solitari.
L'activitat de publicar autors catalans es va complementar amb la traducció dels clàssics de la literatura universal, com El guepard, de Tomasi di Lampedusa; El Crist de nou crucificat, de Nikos Kazantzakis, o Plora, pàtria estimada, d'Alan Paton. Durant aquest període, juntament amb d'altres editorials, va participar en la col·lecció Club de butxaca, on es publicaven obres ja consagrades. També va editar la col·lecció “El Pi de les Tres Branques”, on s'incloïen llibres de filologia i d'història.
Després de la mort de Sales el 1983, la seva dona Núria Folch i Pi s'encarregaria de dirigir el projecte, que amb el temps va entrar en una fase de declivi. Posteriorment, Folch va parlar amb Miquel Alzueta i va decidir associar-se a Columna Edicions entre 1989 i 2001. El 2001 Columna va ser venuda al Grupo Planeta, on Club Editor hi romandria fins al 2005. Durant aquests anys va destacar l'edició pòstuma de La mort i la primavera, de Mercè Rodoreda, Mossèn Tronxo, de Josep Maria Ballarín i Els miserables de Victor Hugo.
L'any 2005, Maria Bohigas -néta de Joan Sales- va recomprar l'editorial a Planeta amb l'ajuda de Josep Cots, d'Edicions de 1984, amb l'objectiu de recuperar la vessant més literària del projecte. Des de llavors, el projecte s'ha revifat, amb la reedició de part del catàleg propi i la publicació d'obra nova, tant originals com traduccions, entre les quals destaquen Elias Khoury, Aharon Appelfeld, Cristovão Tezza, Andrei Guelàssimov i Per Petterson. Bohigas procura mantenir l'equilibri entre el Club Editor històric i l'actual, publicant uns deu títols l'any, ja sigui des de la col·lecció El Club dels Novel·listes com des de La cara fosca de les lletres.
| «                         | Intento ser fidel a la literatura. La literatura ja no forma part de la indústria de l'edició. El que té a veure amb el llibre és un procés llarg i lent; una obra es construeix al llarg d'una vida. I sóc conscient que la vida no dona per escriure més de deu o dotze novel·les, en el millor dels casos. És poc, i passa molt de temps abans un escriptor no comença a tenir un públic generós, si el té. Davant d'això la indústria editorial, com les altres, no n'espera res. És ara o res, per tant: res. | » |
| — Maria Bohigas, El Mundo | |   |

El 2011 la Biblioteca Jaume Fuster de Barcelona li va dedicar l'exposició monogràfica, amb el títol de Continuar el combat. L'aventura de Club Editor. El 2014 l'editorial va llançar també una col·lecció en castellà, sota el nom La Montaña Pelada.

## Col·leccions
L'editorial és coneguda per la seva col·lecció El Club dels novel·listes, però també publica cròniques i epistolaris a La Cara fosca de les Lletres i ha creat La Dula per a la resta llibres. Entre d'altres, hi publica traduccions molt significatives com Els germans Karamàzov, de Dostoievski o El Crist de nou crucificat, de Kazantákis, obres que ell mateix va traduir; autors catalans com Mercè Rodoreda o Llorenç Villalonga, l'èxit popular dels quals ajuda a consolidar; obra pròpia, amb Incerta glòria com a títol fonamental, i d'altres autors com Aurora Bertrana, Sebastià Juan Arbó o Joan Coromines, entre d'altres. Sota el títol de La Montaña Pelada, distribueix traduccions al castellà dels seus autors catalans.